# Ryan Grant (rugby à XV)
Pour les articles homonymes, voir Ryan Grant.
Pas d'image ? Cliquez ici

a Compétitions nationales et continentales officielles uniquement.

b Matchs officiels uniquement.
Dernière mise à jour le 27 septembre 2015.
Ryan Grant, né le 8 octobre 1985 à Kirkcaldy (Écosse), est un joueur international écossais de rugby à XV évoluant au poste de pilier (1,83 m pour 111 kg). Il joue au sein de la franchise des Worcester Warriors dans le Premiership depuis 2017, ainsi qu'en équipe d'Écosse depuis 2012.

## Carrière

### En club
- 2006-2007 : Border Reivers
- 2007-2010 : Edinburgh Rugby
- 2010-2017 : Glasgow Warriors
- 2017- : Worcester Warriors

### En équipe nationale
Il a obtenu sa première cape internationale le 5 juin 2012 à l’occasion d’un match contre l'équipe d'Australie à Newcastle (État de Nouvelle-Galles du Sud, Australie).

## Palmarès

### En club
- Vainqueur du Pro 12 en 2015
- Finaliste du Pro 12 en 2014

## Statistiques en équipe nationale
- 25 sélections (20 fois titulaire, 5 fois remplaçant)
- Sélections par année : 5 en 2012, 8 en 2013, 6 en 2014, 6 en 2015
- Tournois des Six Nations disputés : 2013, 2013, 2015

En Coupe du monde :
- 2015 : 2 sélections (Japon, États-Unis)